# Automobili Aurea

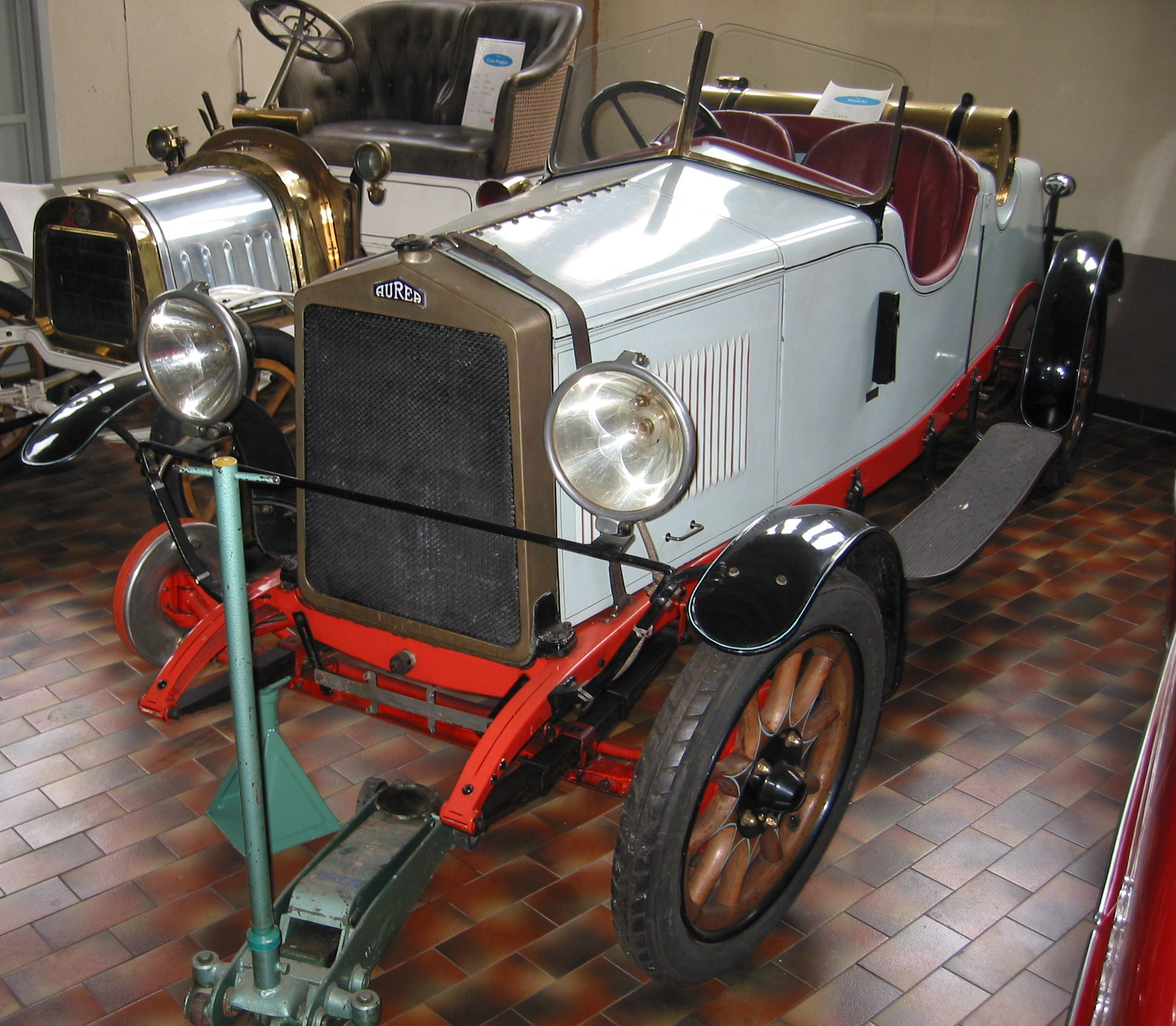
Aurea von 1925

Automobili Aurea war ein italienischer Hersteller von Automobilen.

## Unternehmensgeschichte
Das Unternehmen begann 1920 unter dem Namen Società Italiana Ferrotaie in Turin mit der Produktion von Automobilen. Am 24. Juni 1922 änderte man die Firmenbezeichnung in Fabbrica Anonima Torinese Automobili (kurz: F.A.T.A). 1925 wurde das Kapital um zwei Millionen Lire erhöht, das Unternehmen beschäftigte 126 Arbeiter.
1926 führte ein Zusammenbruch des Exportgeschäftes, nach anderer Ansicht das Erscheinen des Fiat 509 (der bei gleichen Leistungen statt 26.000 nur 18.500 Lire, also 25 % weniger kostete) zu einem Einbruch des Absatzes, die Produktionszahlen gingen zurück.
1929 oder 1932 wurde die Produktion eingestellt und das Werk an Giovanni Ceirano verkauft. Das Werk diente seitdem als Fertigungsstätte und Zulieferbetrieb für Automobilteile, vor allem für Alfa Romeo. Im Zweiten Weltkrieg wurden die Fabrikhallen durch Angriffe angloamerikanischer Bomber schwer beschädigt, und Giovanni Ceirano beschloss im April 1945 (also kurz vor Kriegsende) die Liquidation der Firma.
Unterlagen, aus denen sich die Anzahl der gebauten Fahrzeuge ermitteln ließe, scheinen den Weg alles Irdischen gegangen zu sein. Eine Quelle nennt 380 gebaute Autos für 1924, 430 für 1925 und 415 für 1926. Eine weitere Quelle nennt ca. 1000 Autos insgesamt bei einem Höhepunkt im Jahre 1925. Letztere Angabe scheint wahrscheinlicher, sie korrespondiert mit den 126 im Jahr 1925 beschäftigten Arbeitern, da man bei händischer Fertigung zur damaligen Zeit etwa 1 Auto pro Arbeiter pro Jahr rechnen kann.
Ditmar & Urban in Graz montierte ab 1924 einige Zeit Aurea-Automobile unter dem Namen DU, wobei möglicherweise eigene Karosserien auf von Aurea gelieferte Fahrgestelle gesetzt wurden.

## Fahrzeuge

### Aurea 400
Das erste Modell, Aurea 400, wurde von 1920 bis 1925 gebaut. Es besaß einen Vierzylindermotor mit 65 mm Bohrung und 110 mm Hub, mithin 1460 cm³ Hubraum und SV-Ventilsteuerung, der 22 PS bei 2200/min entwickelte. Die Höchstgeschwindigkeit lag bei 70 bis 75 km/h, der Radstand betrug 2,70 m. Das Auto entsprach nach Größe, Leistung und auch im Aussehen etwa dem zeitgleich gebauten Fiat 501. Neben Absatz im Inland wurde das Auto nach Australien, Österreich, Deutschland und Spanien exportiert, in der Schweiz waren 57 Stück im Jahr 1929 zugelassen.

### Aurea 400 Sport und Corsa
1922 folgte eine Sportausführung „Tipo 400 Sport“, deren Motor bei gleichem Hubraum 30 PS leistete, sowie ein hauptsächlich für Autorennen entwickelter „Tipo 400 Corsa“ mit 35 PS bei 3500/min, dessen Höchstgeschwindigkeit bei ca. 125 km/h lag.

### Aurea 500
Ab 1925 ersetzte der Aurea 500 den Aurea 400. Der Tipo 500 hatte gleiche technische Daten wie sein Vorgänger, die Motorleistung war jedoch auf 26 PS bei 2600/min. gesteigert worden, was eine Höchstgeschwindigkeit von 85 km/h ermöglichte.

### Aurea 4000
Ab 1925 folgte als Nachfolger der Typen 400 Sport und 400 Corsa die Sportausführung des Tipo 500, Sport 4000. Um die für bestimmte Rennen geltende Obergrenze von 1500 cm³ voll ausnutzen zu können, war die Bohrung auf 65,8 mm vergrößert worden, wodurch man einen Hubraum von 1497 cm³ schuf. Der Motor erhielt jetzt eine OHV-Ventilsteuerung. Die Leistung betrug 40 PS bei 4000/min. Die Höchstgeschwindigkeit wird mit 110 km/h angegeben. Der Wagen -ein Viersitzer- war in den Karosserieformen Spider und Torpedo lieferbar.

### Aurea 600
Ab 1928 ersetzte der Aurea 600 den Aurea 500. Der Wagen hatte den gleichen Motorblock wie der Aurea 4000, indessen eine gegenüber dem Wettbewerbsmodell 4000 verringerte Leistung von 28 PS. Dieser Typ wurde bis zum Produktionsende angeboten.

## Museumsstücke
Ein Fahrzeug dieser Marke ist im Oldtimermuseum Pietro Agustoni in Stabio zu besichtigen. Ein Ditmar & Urban steht im Oldtimerclub-Museum Poysdorf.